# كرة (كرة السلة)

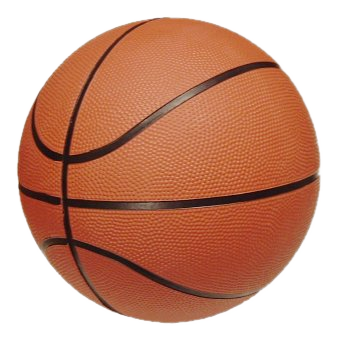
كرة سلة نموذجية

كرة السلة هي كرة كروية تُستخدم في رياضة كرة السلة. عادةً ما تتراوح حجم كرات السلة من كرات ترويجية صغيرة جدًا يبلغ قطرها بضع بوصات (بعض سنتيمترات) إلى كرات كبيرة جدًا تقريبًا 2 قدم (60 سـم) في القطر المستخدم في التدريبات. على سبيل المثال، يمكن أن تكون كرة السلة للشباب 27 بوصة (69 سـم) في المحيط، في حين أن كرة رجال الرابطة الوطنية لرياضة الجامعات (NCAA) ستكون بحد أقصى 30 بوصة (76 سـم) وتكون كرة السيدات NCAA بحد أقصى 29 بوصة (74 سـم). معيار كرة السلة في الرابطة الوطنية لكرة السلة (NBA) هو 29.5 بوصة (75 سـم) في المحيط، أما الرابطة الوطنية لكرة السلة النسائية (WNBA)، فأقصى محيط هو 29 بوصة (74 سـم).
بصرف النظر عن الملعب والسلال، كرة السلة هي القطعة الوحيدة اللازمة من المعدات للعب كرة السلة. يجب أن تكون الكرة متينة للغاية وسهلة الإمساك بها. تُستخدم الكرة أيضًا لأداء الحيل، وأكثرها شيوعًا هي تدوير الكرة على طرف إصبع السبابة، أو المراوغة في الأنماط المعقدة، أو تمرير الكرة فوق كتف المرء، وغيرها.
تحتوي جميع كرات السلة تقريبًا على مثانة مطاطية داخلية قابلة للنفخ، ملفوفة بشكل عام في طبقات من الألياف ثم مغطاة بسطح مصنوع إما من الجلد (التقليدي) أو المطاط أو مركب صناعي. كما هو الحال في معظم الكرات القابلة للنفخ، هناك فتحة صغيرة تسمح بزيادة الضغط أو تقليله.
ينقسم سطح الكرة دائمًا تقريبًا إلى «أضلاع» يتم تعليقها أسفل سطح الكرة في مجموعة متنوعة من التكوينات وتكون عمومًا بلون متباين. سطح برتقالي بأضلاع سوداء وشعار محتمل هو مخطط الألوان التقليدي لكرات السلة ولكن يتم بيعها بألوان مختلفة.